# جیمز نونالی
جیمز نونالی (انگلیسی: James Nunnally؛ زادهٔ ۱۴ ژوئیهٔ ۱۹۹۰) بازیکن بسکتبال اهل ایالات متحده آمریکا است.